# 尉迟纲
尉遲綱（517年—569年6月28日），表字婆羅。代人，河南郡洛阳县（今河南省洛阳市东）人，尉遲迥的弟弟，西魏、北周官员。

## 生平
尉遲綱骁果有勇，善于骑射，是尉迟俟兜、昌乐大长公主所生之子。六岁丧父，和兄长尉迟迥依附舅舅宇文泰。宇文泰入关中时，尉遲迥、尉遲綱和母亲在晋陽，後入关中。跟随宇文泰征战，常陪侍帷幄，出入寝所。534年，以迎接魏孝武帝之功，任殿中将軍。535年，任帳内都督，在儀同李虎属下討曹泥，再破竇泰。以功封广宗县伯。夺取弘农，在河北郡勝利，沙苑之战立功。538年，河橋之战，宇文泰乘馬中流矢而逃，尉遲綱和李穆奮战，拦下宇文泰的战馬，救回宇文泰。因为前後战功，進爵为公，任平遠将軍、步兵校尉。542年，加通直散騎常侍、太子武衛率、前将軍，转任帥都督。東魏軍包围玉壁，尉遲綱在宇文泰率领下前去救援。543年春、宇文泰与東魏的邙山之战，西魏軍战敗，尉遲綱率领将士收拾敗局。转任大都督。548年，任車騎大将軍、儀同三司，加散騎常侍。
尉遲綱任驃騎大将軍、開府儀同三司、加侍中，进封昌平郡公。551年，出任華州刺史。553年，任大将軍，兼領軍将軍。宇文泰察知宮中陰謀，命尉遲綱掌握禁軍，以备異変。西魏废帝元欽被废，齐王元廓被擁立为西魏皇帝，尉遲綱为中領軍、总管宿衛。
兄长尉遲迥出兵伐蜀，尉遲綱随宇文泰出城西送别。一只兔子跑出来，宇文泰命尉遲綱射它。尉遲綱立誓：“若获此兔，必当破蜀。”尉遲綱捕兔而回。宇文泰大喜，平蜀之后，赐给尉遲綱侍婢二人。尉遲綱跟随宇文泰狩猎遊宴，宇文泰以珍异之物赐给射猎最多的功臣，尉遲纲所获赏赐最多。
557年，周孝閔帝即位，建立北周，尉遲綱以親戚掌握禁兵，任小司馬。宇文護废黜孝閔帝，周明帝即位，尉遲綱進柱国大将軍。559年，进封吴国公、出任涇州总管、五州十一防諸軍事、涇州刺史。同年，母亲大長公主去世，尉遲綱辞职守孝，不久恢复本官。561年，任少傅、大司空。562年，出任陝州总管、七州十三防諸軍事、陝州刺史。564年，宇文護讨伐北齐，尉遲綱留守長安。尉遲綱请准周武帝，自己屯駐渭水对岸咸陽。遠征軍還师，尉遲綱从陝州返回。567年，因为民政治績，赐絹一千段、穀物六千斛、钱二十万。他和大将軍王傑到突厥迎接阿史那皇后。568年，再論河橋之战的功績，封他的一个儿子为县公。569年五月，在長安去世。追赠太保、十二州諸軍事、同州刺史。谥号武。

## 家庭

### 兄弟
- 尉迟迥，北周上柱国、相州总管、蜀国公

### 子女
- 尉迟运，庶长子，北周上柱国、秦州总管、卢中公
- 尉迟勤，北周大将军、青州总管、成平郡公
- 尉迟安，嫡子，隋朝柱国、鸿胪卿、左卫大将军、吴国公
- 尉迟敬，北周仪同三司，娶周明帝女河南公主
- 尉氏，嫁北周开府、车骑大将军、陈留郡公杨整[2]，隋朝尊为蔡王太妃[3]
- 尉迟氏，嫁唐朝金紫光禄大夫、少府监、宗正卿、兵部尚书、上柱国、临川孝公李德懋[4]

## 延伸阅读
[在维基数据编辑]
 《周書/卷20》，出自令狐德棻《周書》